# Namtso
Namtso (kinesiska: 纳木错, officiellt: Nam Co; mongoliska: Tenger nuur; “Gudomlig sjö”; i europeisk litteratur: "Tengri-Nor"), är en bergssjö i centrala Tibet, på gränsen mellan häraderna (dzongerna) Damshung i Lhasas stad på prefekturnivå  och Palgon i prefekturen Nagchu i den autonoma regionen Tibet; Kina, cirka 120 km kilometer nordnordväst om huvudstaden Lhasa. Den ligger på 4 718 meter över havet och med sina 1 920 km² är den Tibets näst största saltsjö. Den största är Qinghaisjön.
Vattnet i sjön är mycket rent och klart och sjön anses vara en av de vackraste platserna i bergskedjan Nyenchen Tanglha. Sjön är en helig plats och har använts i flera århundraden som färdmål för tibetanska pilgrimer. I sjöns sydöstra del ligger klostret Tashi Dor. Sjöns tillflödena består till största delen av smältvatten från snö och glaciärer i bergen. Sjön saknar avlopp.

## Bildgalleri
| - Vy över sjön. Den heliga klippformationen som finns nära klostret Tashi Dor syns till höger i bilden. - Pastorala omgivningar för nomader nära Namtso. - Namtso sedd från rymden. - Reliefkarta över prefekturen Lhasa inklusive Namtso. Staden Lhasa är det rödmarkerade området i den nedre delen av kartan. - Sjön Namsto på sommaren. - Sjön Namtso (Nam), med en jak på stranden. |